# Коцар Катерина Олексіївна
Катерина Олексіївна Коцар (27 червня 2000) — українська фристайлістка, яка займається слоупстайлом та біг-ейром.

## Спортивні результати

### Чемпіонати світу
| Рік             | Місто                   | Слоупстайл      | Біг-ейр         |
| Чемпіонат світу | Чемпіонат світу         | Чемпіонат світу | Чемпіонат світу |
| --------------- | ----------------------- | --------------- | --------------- |
| 2023            | Бакуріані, Грузія       | 15              | 5               |
| 2025            | Піц - Корвач, Швейцарія | 22              | 10              |

### Виступи на Кубках світу
| Сезон   | Дата              | Місце проведення                | Дисципліна | Місце |
| ------- | ----------------- | ------------------------------- | ---------- | ----- |
| 2018–19 | 23 листопада 2018 | Штубайталь, Австрія             | слоупстайл | 28    |
| 2020–21 | 8 січня 2021      | Крайшберг, Австрія              | біг-ейр    | 20    |
| 2020–21 | 27 березня 2021   | Сільваплана, Швейцарія          | слоупстайл | 12    |
| 2021–22 | 22 жовтня 2021    | Кур, Швейцарія                  | біг-ейр    | 23    |
| 2021–22 | 20 листопада 2021 | Штубайталь, Австрія             | слоупстайл | 21    |
| 2021–22 | 4 грудня 2021     | Стімбоут, США                   | біг-ейр    | 21    |
| 2021–22 | 9 січня 2022      | Момантова гора, США             | слоупстайл | 20    |
| 2021–22 | 16 січня 2022     | Фон-Роме-Одейо-Віа, Франція     | слоупстайл | 17    |
| 2022–23 | 21 жовтня 2022    | Кур, Швейцарія                  | біг-ейр    | 6     |
| 2022–23 | 19 листопада 2022 | Штубайталь, Австрія             | слоупстайл | 13    |
| 2022–23 | 25 березня 2023   | Сільваплана, Швейцарія          | слоупстайл | 11    |
| 2023–24 | 19 жовтня 2023    | Кур, Швейцарія                  | біг-ейр    | 5     |
| 2023–24 | 23 листопада 2023 | Штубайталь, Австрія             | слоупстайл | 10    |
| 2024–25 | 18 жовтня 2024    | Кур, Швейцарія                  | біг-ейр    | 6     |
| 2024–25 | 23 листопада 2024 | Штубайталь, Австрія             | слоупстайл | 13    |
| 2024–25 | 4 січня 2025      | Клагенфурт-ам-Вертерзе, Австрія | біг-ейр    | 12    |
| 2024–25 | 10 січня 2025     | Крайшберг, Австрія              | біг-ейр    | 10    |
| 2024–25 | 17 січня 2025     | Лаакс, Швейцарія                | слоупстайл | 23    |
| 2024–25 | 1 лютого 2025     | Аспен, США                      | слоупстайл | 20    |
| 2024–25 | 6 лютого 2025     | Аспен, США                      | біг-ейр    | 10    |
| 2024–25 | 13 березня 2025   | Тінь, Франція                   | біг-ейр    | 8     |
| 2024–25 | 14 березня 2025   | Тінь, Франція                   | слоупстайл | 18    |

Оновлення 6 лютого 2025.